# Phalaenopsis sumatrana
Phalaenopsis sumatrana (можливі українські назви: фаленопсис суматранський або фаленопсис суматрана) — епіфітна трав'яниста рослина родини орхідні.
Вид не має усталеної української назви, в україномовних джерелах зазвичай використовується наукова назва Phalaenopsis sumatrana.

## Синоніми
За даними Королівських ботанічних садів в К'ю :
- Polychilos sumatrana (Korth. & Rchb.f.) Shim, 1982
- Phalaenopsis sumatrana var. PaucivittataRchb.f., 1882
- Phalaenopsis inscriptiosinensis Fowlie, 1983
- Phalaenopsis sumatrana f. paucivittata (Rchb.f.) O. Gruss & M. Wolff, 2007

## Природні варіації
- Phalaenopsis sumatrana var. alba (Wilson 1915) — квіти білі, губа біла зі слобо вираженими червонувато-коричневими смужками.
- Phalaenopsis sumatrana var. paucivittata (Rchb.f 1882). Синонім: Phalaenopsis paucivittata (Fowl.1985). Пелюстки молочно-білі, іноді з зеленуватим відтінком, на них по кілька червоно-коричневих смужок. По дві бузкових смужки на кожній стороні губи. Вкрай рідкісний.
- Phalaenopsis sumatrana var. zebrine

## Історія опису
Назва виду з'явилося раніше, ніж була відкрита рослина, яка в наш час[коли?] називається цим ім'ям. У 1933 р. голландським ботаніком Корсалсом (Korthals) (1807—1892) в районі Палембанг (Південна Суматра) було знайдено фаленопсис. У 1939 р. його описали під назвою Phalaenopsis sumatrana. Тоді ж з'явився малюнок. Пізніше з'ясувалося, що описана рослина є повторно відкритим Phalaenopsis inscriptiosinensis. 
Ту рослину, яка нині називається Phalaenopsis sumatrana відкрив на Суматрі голландський колекціонер орхідей Гершем (Gerssen) в 1859 р. Гершем працював на квітникарську фірму Тейесманна (Teijsmann) і збирав для неї Phalaenopsis violacea.
Знайденим рослинам дали ім'я Phalaenopsis zebrina і відіслали до Європи в ботанічний сад Лейдена. З усієї партії вижила лише одна рослина, яка благополучно зацвіла в культурі і була описана Генріхом Райхенбахом в 1860 р. під назвою Phalaenopsis sumatrana.
У 1864 р. вид введений в культуру компанією Лоу і К°.

## Біологічний опис

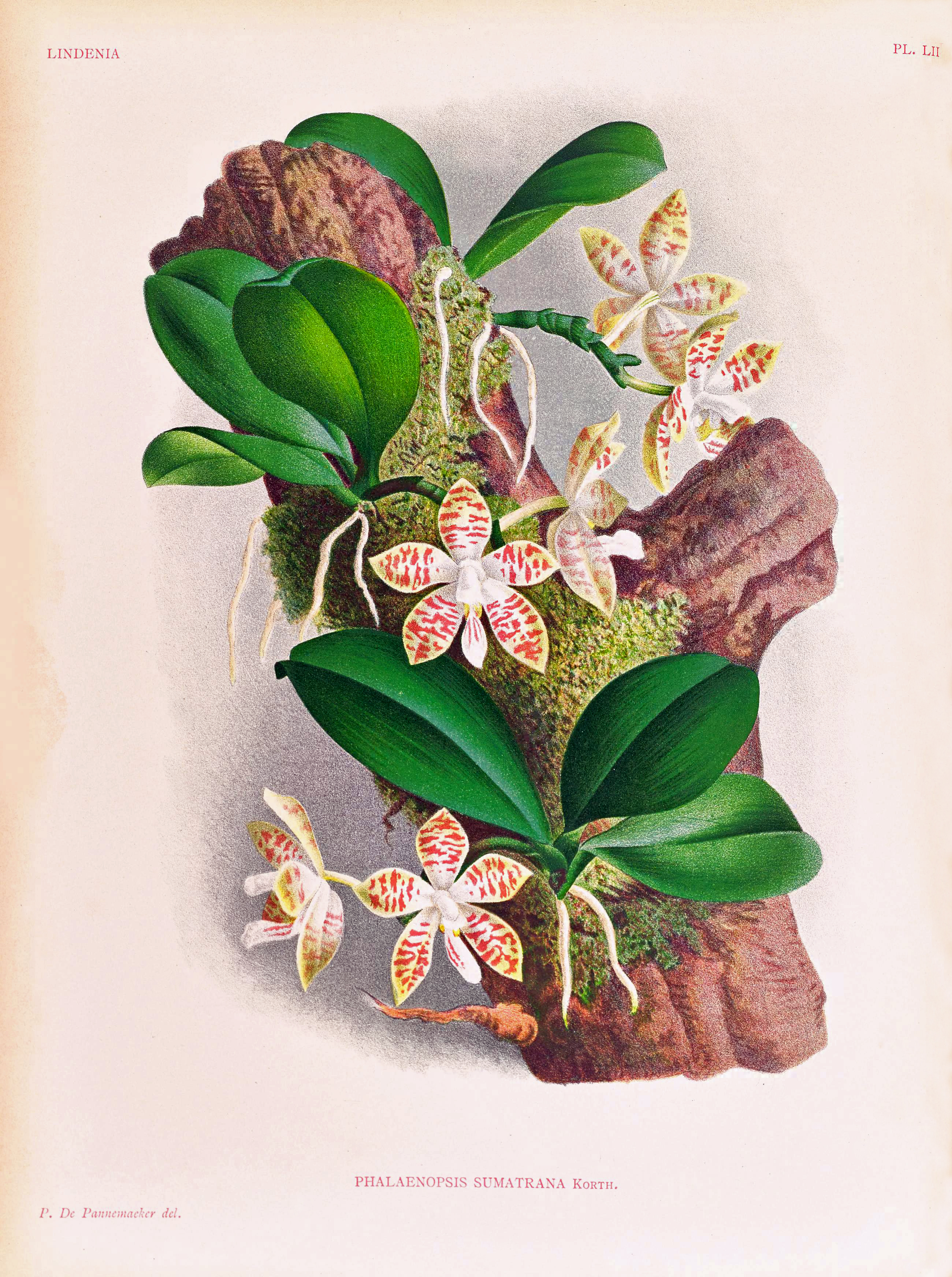
Phalaenopsis sumatrana з книги Lucien Linden & Emile Rodigas «Lindenia Iconographie des Orchidées» 1892 р.

Моноподіальний епіфіт, вкрай рідко літофіт середніх розмірів. 

Стебло коротке, приховане основами 3—7 листків.
Коріння гладке, товсте, добре розвинене. 

Листя товсте, яскраво-зелене, звисаюче, довгасто-овальне, завдовжки 15—30 см, шириною 4—11 см. 

Квітконоси багаторічні, довжиною до 30 см, прості, іноді розгалужені, похилі, зеленого кольору, несуть 3-10 супротивно розташованих квіток, що відкриваються майже одночасно. 

Квіти зірчасті, ароматні, діаметром 4—7,5 см, воскової текстури. Забарвлення квітів варіює в широких межах. Пелюстки білі з різними відтінками лимонно-жовтого, кремового або зеленого кольору, поперечні смужки червоно-коричневі. 
 Губа біла з оранжевою плямою і бузковими смужками. Квіти можуть не в'янути 2—3 місяці. Пік цвітіння навесні і влітку, але окремі квітучі рослини можуть зустрічатися цілий рік. 

Від Phalaenopsis corningiana легко відрізняється менш «солодким» запахом квітів.

## Ареал, екологічні особливості
Суматра (провінція Палембанг), М'янма, Ява, Борнео, Таїланд, В'єтнам, Малайзія, Філіппіни. 
 На стовбурах і гілках дерев у вологих передгірних і заплавних лісах на висотах від 0 до 700 метрів над рівнем моря. 
 Особливості екології цього виду подібні з Phalaenopsis violacea. 

У місцях природного зростання сезонних температурних коливань практично немає. Цілий рік денна температура близько 22—25°С, нічна близько 13—16°С. 
 Відносна вологість повітря не менше 80%. 
 На значній частині ареалу з травня по вересень дощовий сезон, з жовтня по квітень — значне скорочення кількості опадів. 

Відноситься до числа видів, що охороняються (другий додаток CITES).

## У культурі
Вважається повільно-зростаючим видом. 
 Температурна група — тепла. Для нормального цвітіння обов'язковий перепад температур день/ніч в 5—8°С. При вмісті рослин в прохолодних умовах спостерігається зупинка зростання.
Вимоги до світла: 800—1000 FC, 8608-10760 lx.
Загальна інформація про агротехніку у статті Фаленопсис.
Активно використовується в гібридизації.

## Первиннігібриди
- Ambotrana — sumatrana х amboinensis (Fredk. L. Thornton) 1965
- David Ai — gigantea х sumatrana (Irene Dobkin) 1977
- Double Eagle — corningiana х sumatrana (Irene Dobkin) 1974
- Elizabeth Todd — sumatrana х lueddemanniana (Fort Caroline Orchids Inc.) 1970
- Equitrana — equestris х sumatrana (Fredk. L. Thornton) 1967
- Fimbritrana — sumatrana х fimbriata (Dr Henry M Wallbrunn) 1970
- Flores Summer — floresensis х sumatrana (Hou Tse Liu) 2005
- X Gersenii — violacea х sumatrana (Природний гібрид)
- Gerserana — sanderiana х sumatrana (Marcel Lecoufle) 1981
- Hargianto — mannii х sumatrana (Atmo Kolopaking) 1986
- James Burton — mariae х sumatrana (MAJ Orchids) 1977
- Kathy Kornahrens — sumatrana х fasciata (Fort Caroline Orchids Inc. (Dr Henry Wallbrunn)) 1973
- Maria Dream — schilleriana х sumatrana (Luc Vincent) 2001
- Modestrana — modesta х sumatrana (JR Gairns) 2001
- Oberhausen Smart — sumatrana х venosa (Orchideenkulturen Elisabeth Bau) 1988
- Purbo Sejati — sumatrana х fuscata (Ayub S Parnata) 1983
- Siu-Fang Lin — javanica х sumatrana (Atmo Kolopaking) 1981
- Stern Von Martell — lindenii х sumatrana (Martell Orchids) 1984
- Sulaceous — sumatrana х violacea (Fort Caroline Orchids Inc. (Dr Henry Wallbrunn)) 1975
- Sumabilis — amabilis х sumatrana (FC Atherton) 1938
- Sumaspice — tetraspis х sumatrana (Alain Brochart (K. Klinge)) 2003
- Sumatranosp — speciosa х sumatrana (Masao Kobayashi) 1995
- Sumitz — sumatrana х micholitzii (Dr Henry M Wallbrunn) 1973
- Susanti — sumatrana х stuartiana (Atmo Kolopaking) 1975
- Tiger Cub — cornu-cervi х sumatrana (Dr Henry M Wallbrunn) 1972